# Похороны святого Иеронима (картина Карпаччо)
Похороны святого Иеронима (итал. Funerali di san Girolamo) — картина венецианского художника Витторе Карпаччо. Хранится в Венеции, в Скуоле ди Сан-Джорджо дельи Скьявони.

### История создания
Скуола ди Сан-Джорджо дельи Скьявони («Schiavoni» на венецианском диалекте означает «славяне») была основана в 1451 году выходцами из Далмации, в основном моряками и ремесленниками славянского происхождения. В 1502 году Витторе Карпаччо получил от Скуолы заказ на несколько картин для украшения зала собраний братства — Альберго (итал. Albergo). В том же году он создал два полотна из жизни Христа, а затем приступил к созданию семи картин, посвященных житию святых покровителей братства — Георгия, Трифона и Иеронима, которые закончил приблизительно к 1507 году. Святому Иерониму посвящены три работы: «Святой Иероним и лев в монастыре», «Похороны святого Иеронима» и «Видение святого Августина». В середине XVI века после реконструкции здания полотна Карпаччо были перемещены из зала Альберго на втором этаже в часовню на первом.

### Сюжет и описание картины
Святой Иероним был особо почитаем членами братства как соотечественник — согласно легенде, он родился в далматинском городе Стридоне. Он основал монастырь в Вифлееме, где прожил до конца своих дней.

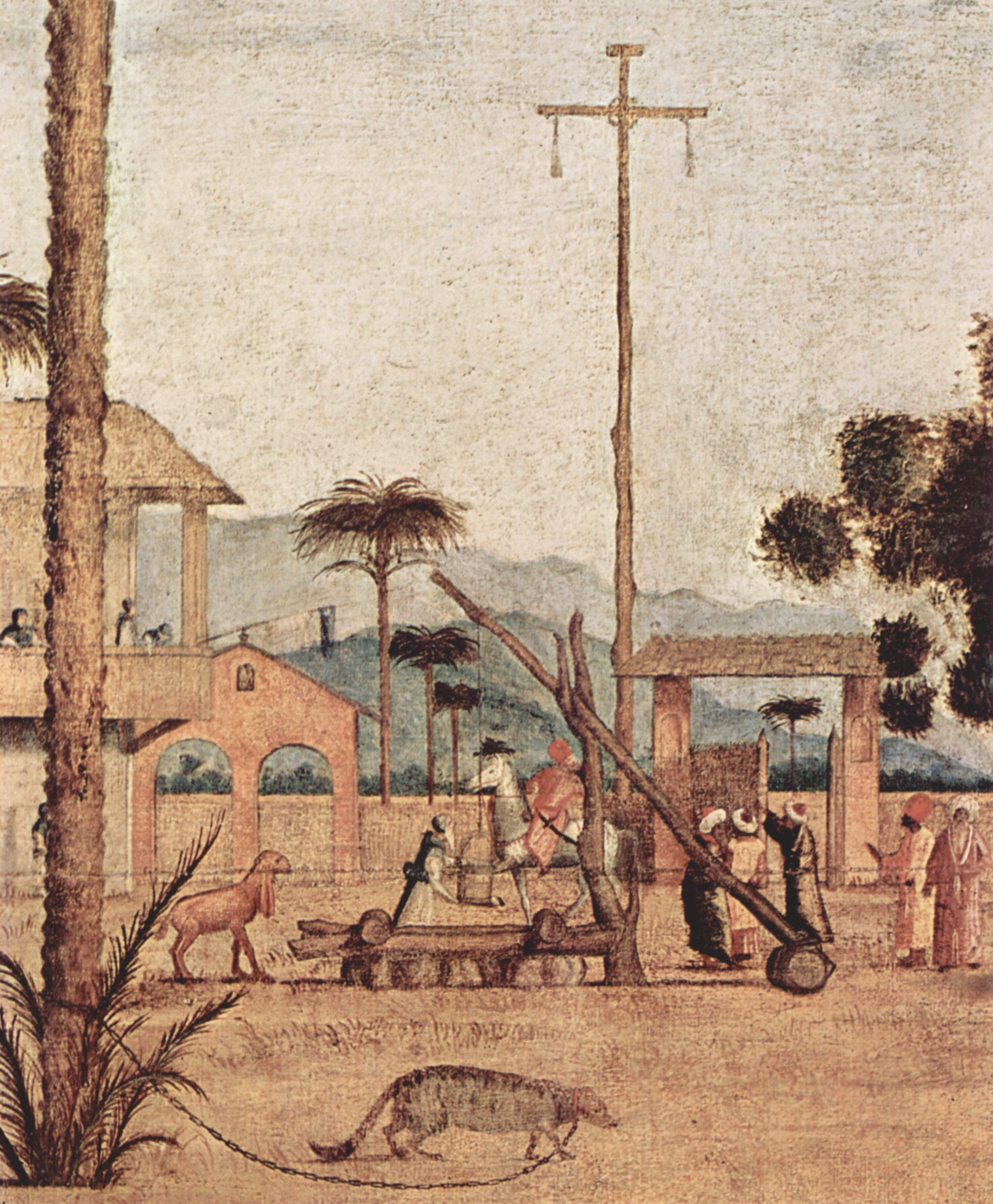
Фрагмент с изображением пальмы и монастырского сада

Карпаччо поместил сцену под портик храма, за которым на втором плане открывается вид на монастырский сад. Посреди двора можно видеть стройную пальму, к ней цепью привязано странное животное, слева и справа — монастырские постройки. На переднем плане под портиком проходят похороны святого Иеронима. Тело лежит прямо на плитах портика, голова покоится на камне. Вокруг на коленях — монахи в сине-белых одеждах, один из которых, с седой бородой и в очках, стоя на коленях у изголовья трупа, читает заупокойную молитву. Вокруг несколько фигур в красных одеждах и престарелый монах, опирающийся на посох, вероятно, пользующийся особым уважением у братьев. Слева, в тени церковной двери, мы видим символы смерти — иссохший ствол дерева и череп, подвешенный над сосудом со святой водой. Внизу картины в центре маленькая ящерица держит в зубах листок, на котором можно прочитать подпись и дату: «Victor Carpatius pingebat MDII». Лев, исцелённый и прирученный Святым, ревёт от горя — его можно разглядеть на втором плане в правой части полотна.
Предполагают, что обстановка напоминает двор венецианского монастыря ордена иоаннитов, на территории которого располагалась Скуола и который предоставил братству здание. Чтобы придать сцене восточный колорит, художник помещает на втором плане пальмы, людей в тюрбанах и экзотических животных.